# Sybille Schmidt
Sybille Schmidt (* 31. August 1967 in Apolda) ist eine ehemalige deutsche Ruderin. Sie wurde 1992 Olympiasiegerin im Doppelvierer.
Schmidt begann beim SC Dynamo Berlin und trat nach der Wende für den SC Berlin an, sie trainierte unter Sabine Dähne. 1987 gewann sie erstmals einen DDR-Meistertitel im Doppelvierer. 1989 wurde der DDR-Doppelvierer mit Jutta Behrendt, Jana Thieme, Sybille Schmidt und Kathrin Boron Weltmeister. Im Jahr darauf konnte das Boot in neuer Besetzung mit Kerstin Köppen, Sybille Schmidt, Claudia Krüger und Jana Sorgers den Titel verteidigen. Ein Jahr später startete das Boot in gleicher Besetzung für das wiedervereinigte Deutschland und gewann erneut die Weltmeisterschaft. Bei den Olympischen Spielen 1992 in Barcelona gewann das Boot in der Besetzung Kerstin Müller, Sybille Schmidt, Birgit Peter und Kristina Mundt Gold mit vier Sekunden Vorsprung auf die Rumäninnen.